# Wołkowo (przystanek kolejowy)
Wołkowo – zlikwidowany przystanek stargardzkiej kolei wąskotorowej w Wołkowie, w województwie zachodniopomorskim, w Polsce.